# 2783 Чернишевський
2783 Чернишевський (2783 Chernyshevskij) — астероїд головного поясу, відкритий 14 вересня 1974 року.
Тіссеранів параметр щодо Юпітера — 3,416.